# Парсента
Парсента (на полски: Parsęta) е река в Западнопоморското войводство в Северозападна Полша, с дължина 143 km и площ на водосборния басейн от 3084 km2.
Реката започва в блатата близо до село Парсенко, на 8 km северозападно от град Шчечинек. Общата посока на течението е северозапад. Влива се в Балтийско море.
Основните притоци са: Пъшница, Радев, Радуша (десни); Букова, Дебница (леви).
Реката минава през градовете Бялогард и Карлино, както и множество села; устието е при град Колобжег, където реката е и входен канал към пристанището. Ширината на реката в долното течение е около 20 m, скоростта на течението е 0,6 m/s. 